# Hospicios
Hospicios es el sexto álbum oficial de la banda de rock peruano Leusemia y su disco más progresivo.[cita requerida] Para este álbum se incorporaron Walter Peche en la guitarra solista (pasando Daniel F a la rítmica), Kike Altez en el bajo, en reemplazo de Luis Sanguinetti, y Adrián Arguedas en la batería, pasando Kimba Vilis a segunda voz y coros. No se contó con Nilo Borges, quien falleció un año después. El disco vendió 10 000 copias en tres días, alcanzando disco de platino, algo inédito en el mercado de discos en el Perú.
Fue producido por la discográfica L-25.

## Canciones
Akto I 
1. Plenilunio y Primera Visita (6:14)
2. Historia de la Moneda ke Fue Lanzada y Dio Vueltas Tantas Veces (0:18)
3. Los Hombres y Mujeres de la Plaza (3:36)
4. El Hombre Conflictuado kon sus Propios Designios (3:38)
5. El Hombre del Otro Día (4:12)
6. Historia de la Moneda ke Fue Lanzada y Dio Vueltas Tantas Veces II (0:16)
7. La Mujer ke Deseaba Salir del Camino, en Busca del Asesino Precario – Parte 1 (11:49)
  - Péndulo
  - En el Pazadizo de las Encrucijadas
  - El Imaginario Viaje a las Arenas de la Agonía
  - El Sequenciador de Infinitos
8. La Mujer ke Deseaba Salir del Camino, en Busca del Asesino Precario – Parte 2 (3:05)
  - Contrición o Cuando el Final no Llega
  - Desenlace
9. La Mujer ke Deseaba Salir del Camino, en Busca del Asesino Precario – Parte 3 (5:10)
  - Réquiem para una Palabra
  - Aureola de Buitres

Akto II
1. Medilunio y Segunda Visita (0:15)
2. El Hombre que No Podía Dejar de Masturbarse (2:56)
3. El Hombre que Conversaba con la Luna – Parte 1 (3:15)
4. El Hombre que Conversaba con la Luna – Parte 2 (5:28)
  - Enfado Selenita desde la Ergástula
  - Intento Evasivo en busca de los Ojos del Mar
5. El Hombre que Conversaba con la Luna – Parte 3 (2:49)
  - Vuelta a la Habitación 18 o el Flautista en las puertas de La Alborada
  - Remergencia
6. Redoble por las Brujas de Calango o la Marcha de los Ciudadanos de la Séptima Casa (1:53)
7. Historia de la Moneda que Fue Lanzada y Dio Vueltas Tantas Veces III (4:53)
8. El Hombre que Buscaba el Silencio en una Hoguera (5:01)
  - El Hallazgo
  - Motín en El Patio de Las Dudas
9. Postlunio, Última Visita y el Último Giro de la Moneda (4:18)
10. Cenáculo, el Adiós a los Celadores de la Cordura (4:35)

## Curiosidades
- Luego de la salida del disco Memorias desde Vesania de Daniel F, se rumoreaba su incursión como solista a tiempo completo. El cantante sorprendió a la crítica con este disco y con el lanzamiento de su segundo disco solista, El Origen de los Fundamentos.
- Es la tercera colaboración del grupo con L-25.
- La versión original traía una revista explicativa de la obra.
- El disco fue presentado oficialmente en el Gran Parque de Lima, el sábado 19 de febrero de 2005, el cual fue un lleno total, del cual originalmente se iba a grabar un DVD, que finalmente no se concretó. El grupo fue acompañado por la Orquesta Filarmónica de Lima y la cantante Magali Luque en un tema, además de una puesta escénica a cargo de actores.
- Meses antes, el 17 de junio de 2004, el disco fue presentado en el auditorio de la Universidad Nacional de Ingeniería (UNI), igualmente con un lleno total, debido a que el Hospicios fue presentado como "un solo tema" de 77 minutos.
- El sábado 17 de septiembre de 2005 se realiza el segundo concierto sinfónico de Leusemia acompañado por la Orquesta Sinfónica Nacional Juvenil bajo la dirección y arreglos de Aníbal Núñez S.. En este concierto se tocó por segunda vez todo el Hospicios, contanto con la performance de actores en escena y videoart.
- El sábado 15 de enero de 2011 se presentó por primera vez la puesta en escena de Hospicios, Leusemia y el colectivo escénico ANGELDEMONIO en el escenario del Parque de la Exposición.